# Rubus buhnensis
Rubus buhnensis är en rosväxtart som beskrevs av Gottlieb Braun och Wilhelm Olbers Focke. Rubus buhnensis ingår i släktet rubusar, och familjen rosväxter. Inga underarter finns listade i Catalogue of Life.